# Hartmut Weber (Archivar)
Hartmut Weber (* 12. März 1945 in Öhringen) ist ein deutscher Historiker und Archivar. Er war von 1999 bis 2011 Präsident des deutschen Bundesarchivs.

## Leben
Das Studium an der Universität Tübingen in den Fächern Geschichte und Germanistik schloss Weber mit der Promotion über die Fürsten von Hohenlohe im Vormärz ab (1974, Druck 1977). Nach der Ausbildung für den höheren Archivdienst an der Archivschule Marburg (Laufbahnprüfung 1976) trat er in den Archivdienst des Landes Baden-Württemberg ein. Er war am Hauptstaatsarchiv Stuttgart, am Generallandesarchiv Karlsruhe und bei der Landesarchivdirektion Baden-Württemberg in Stuttgart tätig. Im Dezember 1999 wurde er Präsident des Bundesarchivs in Koblenz, im März 2011 wurde er in den Ruhestand verabschiedet.

## Schriften (Auswahl)
- Die Fürsten von Hohenlohe im Vormärz. Politische und soziale Verhaltensweisen württembergischer Standesherren in der ersten Hälfte des 19. Jahrhunderts. Historischer Verein für Württembergisch Franken, Schwäbisch Hall 1977.
- Bearb. mit Wilfried Schöntag, Hermann Bannasch: Perspektivplan für die Staatliche Archivverwaltung in Baden-Württemberg. Kohlhammer, Stuttgart 1979.
- Bestandserhaltung – Herausforderung und Chancen. Kohlhammer, Stuttgart 1997.
- mit Gerald Maier: Digitale Archive und Bibliotheken. Neue Zugangsmöglichkeiten und Nutzungsqualitäten. Kohlhammer, Stuttgart 2000.